# Liste der römisch-katholischen Bischöfe von Siebenbürgen
Die folgenden Personen waren römisch-katholische Bischöfe und Erzbischöfe des Bistums Transsilvanien bzw. Siebenbürgen, des Bistums Alba Iulia und seit 1991 Erzbistum mit Sitz in Alba Iulia (Rumänien):

## Bischof von Transsilvania, Erdély, Siebenbürgen
- Bööl (Böld, Böd, Buldus) 1009?–1046
- Frank (Franco) 1075–1083?
- Simon 1111–1113
- Villarius ? 1113?
- Felicianus ? 1124–1127
- Baranus 1139
- Valter 1156–1158
- Vilcina 1166–1169
- Pál 1181–1185
- Adrianus (Adorján) 1187–1202
- Vilmos 1204–1221
- Rajnald 1222–1241
- Artolf 1244–1245
- Gallus (Gál) 1246–1269
- Peter Monoszló 1270–1307
- Benedikt 1309–1319
- Andreas Széchy oder Szécsy 1320–1356
- Domonkos Széchy oder Szécsy 1357–1368
- Demeter 1368–1376
- Goblinus (Goblin) 1376–1386[1]
- Emmerich Czudar 1386–1389
- Peter Knoll 1389–1391
- Demeter Jánoki 1391–1395
- Maternus 1395–1399
- Miklós 1400–1401
- István Upori 1401–1402
- Johann Laki 1402–1403
- István Upori 1403–1419
- Georg Pálóczy 1419–1423
- Balázs Csanádi 1424–1427
- Georg Lépes 1427–1442
- Máté de la Bischino 1443–1461
- Miklós Zapolyai Szapolyai 1461–1468
- Gabriel Rangone von Verona (Gábor Veronai) 1472–1475
- László Geréb 1475–1501
- Domonkos Kálmáncsehi 1502–1503
- Miklós Bácskai von Bacskai 1503–1504
- Siegmund Thurzó 1504–1505
- Johann Foix 1506–1508
- Ferenc Perényi 1508–1513
- Ferenc Várday 1513–1524
- János Gosztonyi 1524–1527
- Miklós Gerendi 1528–1540
- János Statileo 1528–1542
- Pál Bornemissza 1553–1556
- Demeter Napragyi oder Napragi 1596–1601
- István Szentandrási oder Csíki 1618–1630
- László Hosszútóthy 1632–1634
- István Simándi 1634–1653
- János Pálfalvay 1653–1656
- Ferenc Szentgyörgyi 1656–1663
- Ferenc Szegedi 1662–1663
- Ferenc Tolnai von Tolvay 1663–1666
- Máté Szenttamási 1667–1676
- András Mokcsay 1676–1679
- András Sebestyén 1679–1683
- István Kada 1685–1695
- András Illyés 1637–1712
- György Mártonffy 1713–1721
- László Mednyánszky 1722–1724
- János Antalffi 1724–1728
- Gergely Sorger 1729–1739
- Ferenc Klobusiczky 1741–1748
- Siegmund Anton Sztojka 1749–1759
- József Batthyány 1759–1760

- József Anton Bajtay 1760–1772
- Piusz Manzador 1772–1774
- László von Kollonich 1775–1780
- Ignác Batthyány 1780–1789
- József Mártonfi 1799–1815
- Alexander Rudnay 1815–1819
- Ignác Szepessy 1820–1827
- Miklós Kovács 1827–1852
- Lajos Haynald 1852–1863
- Mihály Fogarassy 1864–1882
- Ferenc Lönhart 1882–1897
- Gusztáv Károly von Majláth 1897–1938

Bischof von Alba Iulia (seit 1932)
- Adolf Vorbuchner 1938
- Áron Márton 1938–1980
- Jakab Antal 1980–1990

Erzbischof von Alba Iulia (seit 1991)
- Lajos Bálint 1990–1994 (erster Erzbischof)
- György-Miklós Jakubínyi 1994–2019
- Gergely Kovács seit 2019